# Gran Premio di Gran Bretagna 1976
Il Gran Premio di Gran Bretagna 1976 è stata la nona prova della stagione 1976 del Campionato mondiale di Formula 1. Si è corsa domenica 18 luglio 1976 sul Circuito di Brands Hatch. La gara è stata vinta dall'austriaco Niki Lauda su Ferrari; per il vincitore si trattò del dodicesimo successo nel mondiale. Ha preceduto sul traguardo il sudafricano Jody Scheckter su Tyrrell-Ford Cosworth e il britannico John Watson su Penske-Ford Cosworth.
James Hunt su McLaren-Ford Cosworth, giunto primo, venne squalificato per aver cambiato vettura durante il gran premio.

## Vigilia

### Gran Premio di Spagna
Il 5 luglio, all'indomani del Gran Premio di Francia, il Tribunale d'appello della FIA decise di riammettere in classifica del GP di Spagna James Hunt (che era giunto primo), convertendo la squalifica in una multa di 3.000 $. La stessa decisione venne presa anche per Jacques Laffite. Ciò in quanto le violazioni riscontrate sulle loro monoposto furono considerate minime, rispetto al regolamento.

### Sviluppi futuri
Venne deciso di far slittare di una settimana il Gran Premio del Canada, che venne così fissato al 3 ottobre.

### Aspetti tecnici
Il Gran Premio di Gran Bretagna si spostò, nella tradizionale alternanza, al Circuito di Brands Hatch, da quello di Silverstone. Il circuito così ospitava per la settima volta una gara valida per il mondiale di Formula 1.
Il circuito venne modificato: venne infatti leggermente accorciato (da 4.265 m a 4.207 m) per fare posto ai nuovi box. Esso si presentava con diverse tipologie di asfalto, cosa che rendeva difficile per i piloti trovare il giusto feeling con la pista, visto che il manto stradale era ancora in assestamento. Vennero inoltre rimodellate la Paddock Hill, il Bottom Straight (rinominato John Cooper Straight) e la curva South Bank (rinominata Surtees).

### Aspetti sportivi
Furono due le donne iscritte al gran premio (per la prima e unica volta nella storia del mondiale): l'italiana Lella Lombardi, che aver corso il Gp del Brasile con una March, venne ingaggiata dalla RAM, dopo che era stata anche ventilata l'ipotesi di un approdo all'Ensign, dove tornò invece Chris Amon, ripresosi dall'incidente di Anderstorp A far coppia con lei venne ingaggiato Bob Evans, che mancava dal Gran Premio di Long Beach, in cui non si era qualificato al volante della Lotus.
L'altra donna iscritta fu la britannica Divina Galica, ex campionessa di sci, all'esordio nel mondiale, con una Surtees del team Shellsport. L'inglese venne iscritta col numero 13, numero considerato poco fortunato e per questo tuttora non presente nella numerazione fissa d'inizio del mondiale. Gli unici due precedenti di utilizzo erano stati nel Gran Premio di Germania 1953 dal tedesco Mauritz von Strachwitz (che però non aveva preso parte alle prove) e del messicano Moisés Solana nel Gran Premio del Messico 1963.
La Wolf-Williams e la Copersucar presentarono una sola vettura (la prima per Jacky Ickx, la seconda per Emerson Fittipaldi). Completò il quadro il primo iscritto in riserva Mike Wilds, con una Shadow del Team P.R. Reilly, che sostituì il non presente Ingo Hoffmann della Copersucar. Il britannico faceva il suo ritorno nel mondiale di F1 dai tempi del Gran Premio del Brasile 1975, corso con la BRM. L'altra riserva era l'australiano Brian McGuire, iscritto su una Williams.
Si decise che, qualora sul tracciato fosse giunta la pioggia durante la gara, sarebbe toccato al direttore di corsa decidere per la neutralizzazione del gran premio per consentire ai team di cambiare gli pneumatici sulle monoposto.

## Qualifiche

### Resoconto
Nella prima giornata di prove il miglior tempo venne fatto segnare da James Hunt con 1'20"39, undici centesimi meno di Niki Lauda. Le Tyrrell a sei ruote si trovarono in difficoltà sul tracciato, tanto che Jody Scheckter, dopo un'uscita di pista, decise di riutilizzare il vecchio modello tradizionale, a quattro ruote.
Al sabato Lauda fece scendere il suo tempo a 1'19"35, conquistando così la pole. In prima fila restava Hunt, staccato di 6 centesimi. La seconda fila venne conquistata da Mario Andretti su Lotus e Clay Regazzoni sull'altra Ferrari. Nessuna delle due donna iscritte riuscì a qualificarsi. Il tempo ottenuto da Lauda era di 35 centesimi più basso della pole ottenuta nel 1974, dallo stesso Niki Lauda, sulla vecchia configurazione del tracciato.

### Risultati
Nella sessione di qualifica si è avuta questa situazione:
| Pos | Nº | Pilota             | Costruttore                 | Tempo   | Griglia |
| --- | -- | ------------------ | --------------------------- | ------- | ------- |
| 1   | 1  | Niki Lauda         | Ferrari                     | 1'19"35 | 1       |
| 2   | 11 | James Hunt         | McLaren-Ford Cosworth       | 1'19"41 | 2       |
| 3   | 5  | Mario Andretti     | Lotus-Ford Cosworth         | 1'19"76 | 3       |
| 4   | 2  | Clay Regazzoni     | Ferrari                     | 1'20"05 | 4       |
| 5   | 4  | Patrick Depailler  | Tyrrell-Ford Cosworth       | 1'20"15 | 5       |
| 6   | 22 | Chris Amon         | Ensign-Ford Cosworth        | 1'20"27 | 6       |
| 7   | 10 | Ronnie Peterson    | March-Ford Cosworth         | 1'20"29 | 7       |
| 8   | 3  | Jody Scheckter     | Tyrrell-Ford Cosworth       | 1'20"31 | 8       |
| 9   | 35 | Arturo Merzario    | March-Ford Cosworth         | 1'20"32 | 9       |
| 10  | 9  | Vittorio Brambilla | March-Ford Cosworth         | 1'20"36 | 10      |
| 11  | 28 | John Watson        | Penske-Ford Cosworth        | 1'20"41 | 11      |
| 12  | 12 | Jochen Mass        | McLaren-Ford Cosworth       | 1'20"61 | 12      |
| 13  | 26 | Jacques Laffite    | Ligier-Matra                | 1'20"67 | 13      |
| 14  | 6  | Gunnar Nilsson     | Lotus-Ford Cosworth         | 1'20"67 | 14      |
| 15  | 7  | Carlos Reutemann   | Brabham-Alfa Romeo          | 1'20"99 | 15      |
| 16  | 8  | Carlos Pace        | Brabham-Alfa Romeo          | 1'21"03 | 16      |
| 17  | 34 | Hans-Joachim Stuck | March-Ford Cosworth         | 1'21"20 | 17      |
| 18  | 18 | Brett Lunger       | Surtees-Ford Cosworth       | 1'21"30 | 18      |
| 19  | 19 | Alan Jones         | Surtees-Ford Cosworth       | 1'21"42 | 19      |
| 20  | 16 | Tom Pryce          | Shadow-Ford Cosworth        | 1'21"84 | 20      |
| 21  | 30 | Emerson Fittipaldi | Copersucar-Ford Cosworth    | 1'22"06 | 21      |
| 22  | 32 | Bob Evans          | Brabham-Ford Cosworth       | 1'22"47 | 22      |
| 23  | 17 | Jean-Pierre Jarier | Shadow-Ford Cosworth        | 1'22"72 | 23      |
| 24  | 24 | Harald Ertl        | Hesketh-Ford Cosworth       | 1'22"75 | 24      |
| 25  | 25 | Guy Edwards        | Hesketh-Ford Cosworth       | 1'22"76 | 25      |
| 26  | 38 | Henri Pescarolo    | Surtees-Ford Cosworth       | 1'22"76 | 26      |
| NQ  | 20 | Jacky Ickx         | Wolf Williams-Ford Cosworth | 1'23"32 | NQ      |
| NQ  | 13 | Divina Galica      | Surtees-Ford Cosworth       | 1'25"24 | NQ      |
| NQ  | 40 | Mike Wilds         | Shadow-Ford Cosworth        | 1'25"66 | NQ      |
| NQ  | 33 | Lella Lombardi     | Brabham-Ford Cosworth       | 1'27"08 | NQ      |

## Gara

### Resoconto
Alla partenza i due piloti della Scuderia Ferrari furono protagonisti di un incidente: Regazzoni, che aveva passato James Hunt, colpì la vettura di Niki Lauda alla prima curva. Successivamente la sua Ferrari, in testacoda, collise anche con la vettura di Hunt, e venne colpita da quella del sopraggiungente Jacques Laffite. La pista, piena di detriti e olio, venne giudicata impraticabile, tanto che venne esposta la bandiera rossa che fermò il gran premio.
Il regolamento prevedeva che solo i piloti che avessero terminato il giro ove fosse stata esposta la bandiera rossa potessero riprendere la gara. Sia Hunt che Laffite, invece, erano stati costretti al ritiro per l'incidente della partenza, mentre Regazzoni era stato capace di riguadagnare i box, pur con la vettura incidentata. Hunt era riuscito a riportarsi sulla griglia, per la seconda partenza, utilizzando non la vettura titolare, ma il muletto.
Per evitare le proteste del pubblico per l'esclusione di James Hunt, venne deciso di riammettere alla gara l'inglese della McLaren (con la macchina titolare nel frattempo riparata) e, come compromesso, si permise a Jacques Laffite e Clay Regazzoni di riprendere la gara col muletto, anche se sub judice, visto che loro vetture titolari non erano ancora state riparate. Si decise così di ripartire, annullando di fatto la prima partenza, e di compiere tutti i 76 giri originali.
Anche la seconda partenza venne caratterizzata da un problema: la Lotus di Mario Andretti, che partiva terzo, rimase ferma sulla griglia per un problema tecnico, ma venne schivata da tutte le monoposto sopraggiungenti. La gara veniva condotta da Niki Lauda, seguito da James Hunt, Clay Regazzoni, Chris Amon, Ronnie Peterson, Jody Scheckter, Patrick Depailler e Hans-Joachim Stuck. Nel corso del primo giro Amon venne passato sia da Peterson che da Scheckter, mentre Depailler e Stuck vennero a contatto: il tedesco fu costretto al ritiro, mentre Depailler perse innumerevoli posizioni. Al secondo giro Amon venne passato anche da Vittorio Brambilla.
Brambilla all'ottavo giro passò Peterson, mentre Arturo Merzario passò John Watson, installandosi all'ottavo posto. La vettura del nordirlandese fu danneggiata nella situazione, tanto che Watson fu costretto a cambiare il musetto, e ripartire nelle retrovie. Il giro seguente Amon si ritirò per una perdita d'acqua. Dopo dieci giri Lauda comandava sempre davanti a Hunt, Regazzoni, Scheckter, Brambilla, Peterson, Merzario e Gunnar Nilsson.
Al tredicesimo giro Merzario conquistò un'altra posizione passando Peterson, in crisi con gli pneumatici, dopo essere riuscito a evitare un contatto con Brambilla. Lo svedese della March fu costretto a una sosta ai box per cambiare gli pneumatici, che lo fece passare al quindicesimo posto. Al 15º giro anche Vittorio Brambilla fu costretto a una sosta ai box sempre per cambiare le gomme, che lo fece uscire dalla zona punti.
Al giro 26 la direzione comunicò la decisione di squalificare Regazzoni (in quel momento terzo) e Laffite (nono) in quanto ripartiti col muletto. Al 32º giro il francese fu però costretto al ritiro per la rottura di una sospensione; quattro giri dopo fu il turno anche di Regazzoni, tradito da un problema alla pressione dell'olio. Dopo il ritiro del ticinese, dietro alla coppia Lauda-Hunt, si trovavano Jody Scheckter, Arturo Merzario, Gunnar Nilsson, Tom Pryce e Alan Jones. Dalla retrovie stava rinvenendo la Penske di Watson che, dopo un sorpasso su Brett Lunger, era nono.
Al giro 39 Merzario fu costretto al ritiro per la rottura del semiasse, dopo che per molti giri era stato capace di impensierire la Tyrrell di Jody Scheckter. Al giro 45 James Hunt prese il comando, dopo aver passato Lauda, che scontava dei problemi al cambio. Un giro dopo Watson passò anche Jones, entrando così in zona punti.
Al 64º giro Watson passò Tom Pryce, sulla cui vettura vi erano dei problemi col propulsore e, quattro gri dopo, anche Gunnar Nilsson.
La gara venne così vinta da James Hunt, davanti a Niki Lauda e Jody Scheckter. Subito dopo la gara vennero inviati diversi reclami in merito alla decisione di riammettere al via Hunt. Inizialmente tali reclami vennero rigettati dalla direzione di corsa, che confermò invece la squalifica di Regazzoni e Laffite.
Solo il 24 settembre la FIA decise per la squalifica di Hunt, reo di aver utilizzato il muletto al fine di riallinearsi sulla griglia di partenza.

### Risultati
I risultati del gran premio sono i seguenti:
| Pos | No | Pilota             | Costruttore                 | Giri | Tempo/Ritiro                    | Pos.Griglia | Punti |
| --- | -- | ------------------ | --------------------------- | ---- | ------------------------------- | ----------- | ----- |
| 1   | 1  | Niki Lauda         | Ferrari                     | 76   | 1:44'19"66                      | 1           | 9     |
| 2   | 3  | Jody Scheckter     | Tyrrell-Ford Cosworth       | 76   | + 16"18                         | 8           | 6     |
| 3   | 28 | John Watson        | Penske-Ford Cosworth        | 75   | + 1 Giro                        | 11          | 4     |
| 4   | 16 | Tom Pryce          | Shadow-Ford Cosworth        | 75   | + 1 Giro                        | 20          | 3     |
| 5   | 19 | Alan Jones         | Surtees-Ford Cosworth       | 75   | + 1 Giro                        | 19          | 2     |
| 6   | 30 | Emerson Fittipaldi | Copersucar-Ford Cosworth    | 74   | + 2 Giri                        | 21          | 1     |
| 7   | 24 | Harald Ertl        | Hesketh-Ford Cosworth       | 73   | + 3 Giri                        | 23          |       |
| 8   | 8  | Carlos Pace        | Brabham-Alfa Romeo          | 73   | + 3 Giri                        | 16          |       |
| 9   | 17 | Jean-Pierre Jarier | Shadow-Ford Cosworth        | 70   | + 6 Giri                        | 24          |       |
| Rit | 6  | Gunnar Nilsson     | Lotus-Ford Cosworth         | 67   | Motore                          | 14          |       |
| Rit | 10 | Ronnie Peterson    | March-Ford Cosworth         | 60   | Alimentazione                   | 7           |       |
| Rit | 18 | Brett Lunger       | Surtees-Ford Cosworth       | 55   | Cambio                          | 18          |       |
| Rit | 4  | Patrick Depailler  | Tyrrell-Ford Cosworth       | 47   | Motore                          | 5           |       |
| Rit | 7  | Carlos Reutemann   | Brabham-Alfa Romeo          | 46   | Pressione dell'olio             | 15          |       |
| Rit | 35 | Arturo Merzario    | March-Ford Cosworth         | 39   | Motore                          | 9           |       |
| Rit | 32 | Bob Evans          | Brabham-Ford Cosworth       | 24   | Cambio                          | 22          |       |
| Rit | 9  | Vittorio Brambilla | March-Ford Cosworth         | 22   | Incidente                       | 10          |       |
| Rit | 38 | Henri Pescarolo    | Surtees-Ford Cosworth       | 16   | Alimentazione                   | 26          |       |
| Rit | 22 | Chris Amon         | Ensign-Ford Cosworth        | 8    | Perdita d'acqua                 | 6           |       |
| Rit | 5  | Mario Andretti     | Lotus-Ford Cosworth         | 4    | Iniezione                       | 3           |       |
| Rit | 12 | Jochen Mass        | McLaren-Ford Cosworth       | 1    | Frizione                        | 12          |       |
| Rit | 34 | Hans-Joachim Stuck | March-Ford Cosworth         | 0    | Incidente                       | 17          |       |
| Rit | 25 | Guy Edwards        | Hesketh-Ford Cosworth       | 0    | Incidente                       | 25          |       |
| SQ  | 11 | James Hunt         | McLaren-Ford Cosworth       | 76   | Squalificato per cambio vettura | 2           |       |
| SQ  | 2  | Clay Regazzoni     | Ferrari                     | 36   | Pressione dell'olio             | 4           |       |
| SQ  | 26 | Jacques Laffite    | Ligier-Matra                | 31   | Sospensione                     | 13          |       |
| NQ  | 20 | Jacky Ickx         | Wolf Williams-Ford Cosworth |      |                                 |             |       |
| NQ  | 13 | Divina Galica      | Surtees-Ford Cosworth       |      |                                 |             |       |
| NQ  | 40 | Mike Wilds         | Shadow-Ford Cosworth        |      |                                 |             |       |
| NQ  | 33 | Lella Lombardi     | Brabham-Ford Cosworth       |      |                                 |             |       |
| NA  | 31 | Ingo Hoffmannn     | Copersucar-Ford Cosworth    |      |                                 |             |       |

## Statistiche
Piloti
- 12ª vittoria per Niki Lauda
- 1º Gran Premio per Divina Galica
- Ultimo Gran Premio per Mike Wilds e Bob Evans

Costruttori
- 64ª vittoria per la Ferrari
- 50º Gran Premio per la Shadow

Motori
- 64° vittoria per il motore Ferrari

Giri al comando
- Niki Lauda (1-44)
- James Hunt (45-76)

## Classifiche

### Piloti
| Pos | Pilota             | Punti |
| --- | ------------------ | ----- |
| 1   | Niki Lauda         | 61    |
| 2   | Jody Scheckter     | 30    |
| 3   | James Hunt         | 26    |
| 4   | Patrick Depailler  | 26    |
| 5   | Clay Regazzoni     | 16    |
| 6   | John Watson        | 10    |
| 7   | Jacques Laffite    | 10    |
| 8   | Jochen Mass        | 10    |
| 9   | Tom Pryce          | 7     |
| 10  | Hans-Joachim Stuck | 6     |
| 11  | Gunnar Nilsson     | 4     |
| 12  | Carlos Pace        | 4     |
| 13  | Alan Jones         | 4     |
| 14  | Carlos Reutemann   | 3     |
| 15  | Mario Andretti     | 3     |
| 16  | Emerson Fittipaldi | 3     |
| 17  | Chris Amon         | 2     |

### Costruttori
| Pos | Costruttore              | Punti |
| --- | ------------------------ | ----- |
| 1   | Ferrari                  | 64    |
| 2   | Tyrrell -Ford Cosworth   | 43    |
| 3   | McLaren-Ford Cosworth    | 31    |
| 4   | Penske-Ford Cosworth     | 10    |
| 5   | Ligier-Matra             | 10    |
| 6   | Shadow-Ford Cosworth     | 7     |
| 7   | Brabham-Alfa Romeo       | 6     |
| 8   | March-Ford Cosworth      | 6     |
| 9   | Lotus-Ford Cosworth      | 6     |
| 10  | Surtees-Ford Cosworth    | 4     |
| 11  | Copersucar-Ford Cosworth | 3     |
| 12  | Ensign-Ford Cosworth     | 2     |
| 13  | Parnelli-Ford Cosworth   | 1     |